# 廟街皇后
《廟街皇后》（英語：Queen of Temple Street）是1990年上映的一部香港劇情片，在香港電影分級制度下為限制級電影；由劉國昌執導，張艾嘉、劉玉翠、劉雅麗、羅烈等主演。劉玉翠憑本片榮獲第10屆香港電影金像獎最佳女配角及最佳新人，陳文強獲最佳編劇。

## 背景
《廟街皇后》因為對白涉及粗言穢語，在經過電檢處審查後被列為三級電影；電檢處指示若要降為二級，則須剪去片中26句對白。導演劉國昌為求呈現真實及震撼力而放棄刪減，最終本片以限制級電影上映，即18歲以上人士才可觀看。
該片拍攝期間曾擬以《女兒身》為片名。

## 角色
| 演員   | 角色         | 備註       |
| 張艾嘉 | 華姐         | 鴇母       |
| 劉玉翠 | 阿欣         | 華姐的女兒 |
| 劉雅麗 | 康妮／Connie | 華姐好友   |
| 羅烈   | 貓王         | 華姐之前夫 |
| 王維德 | 西門         |            |
| 羅冠蘭 | 燕萍         |            |
| 苑琼丹 | 小娟         |            |
| 夏萍   | 美寶         |            |
| 顧美華 |              | (客串)     |
| 關海山 |              | (客串)     |

## 電影歌曲

### 主題曲
| 歌名       | 演唱者 | 作曲   | 填詞   |
| 〈女兒身〉 | 王虹   | 劉以達 | 張永恆 |

### 插曲
| 歌名     | 演唱者 | 作曲   | 填詞   |
| 〈舞女〉 | 張艷璿 | 劉以達 | 張永恆 |
| 〈雨絲〉 | 劉玉翠 | 張永恆 | 張永恆 |

## 獎項
| 年份 | 頒獎典禮             | 獎項         | 名字   | 結果 |
| ---- | -------------------- | ------------ | ------ | ---- |
| 1990 | 第27屆金馬獎         | 最佳女配角   | 劉玉翠 | 提名 |
| 1991 | 第10屆香港電影金像獎 | 最佳編劇     | 陳文強 | 獲獎 |
| 1991 | 第10屆香港電影金像獎 | 最佳女主角   | 張艾嘉 | 提名 |
| 1991 | 第10屆香港電影金像獎 | 最佳女配角   | 劉玉翠 | 獲獎 |
| 1991 | 第10屆香港電影金像獎 | 最佳新人     | 劉玉翠 | 獲獎 |
| 1991 | 第10屆香港電影金像獎 | 最佳電影配樂 | 劉以達 | 提名 |

## 外部連結
- 香港影庫上《廟街皇后》的資料（繁體中文）
- 时光网上《廟街皇后》的資料（简体中文）
- 豆瓣电影上《廟街皇后》的資料 （简体中文）
- AllMovie上《廟街皇后》的资料（英文）
- 互联网电影数据库（IMDb）上《廟街皇后》的资料（英文）